# Lucilina ceylonica
Lucilina ceylonica är en blötdjursart som först beskrevs av Eugène Leloup 1936.  Lucilina ceylonica ingår i släktet Lucilina och familjen Chitonidae.
Artens utbredningsområde är Sri Lanka. Inga underarter finns listade i Catalogue of Life.